# Lluita als Jocs Olímpics d'Estiu de 1928 - lluita grecoromana masculina pes gall
La prova del pes gall de lluita grecoromana fou una de les sis de lluita grecoromana que es disputaren als Jocs Olímpics d'Estiu d'Amsterdam de 1928. Com la resta de proves de lluita sols hi podien participar homes. Els lluitadors que participaven en aquesta categoria podien pesar fins a 58 quilograms. La competició es disputà al Krachtsportgebouw entre el 2 i el 4 d'agost i hi van prendre part 19 esportistes, en representació de 19 països.

## Medallistes
| Or                | Plata                | Bronze               |
| Kurt Leucht (GER) | Jindřich Maudr (TCH) | Giovanni Gozzi (ITA) |

## Format de competició
La competició de lluita grecoromana va introduir un sistema d'eliminació basat en la suma de punts. En cada ronda tots els lluitadors s'emparellaven i lluitaven (en cas d'haver-hi un nombre imparell de lluitadors un passava ronda sense lluitar). El perdedor rebia 3 punts. El guanyador en rebia 1 si la victòria era per decisió i 0 si era per caiguda. Al final de cada ronda era eliminat tot lluitador que acumulés 5 punts.

## Resultats

### Primera eliminatòria
Quatre lluitadors van finalitzar la primera ronda eliminatòria amb 0 punts (3 per haver guanyar per caiguda i un per haver passat la ronda sense lluitar). Sis lluitadors tenien 1 punt després d'haver guanyat el combat per decisió. La resta tenia 3 punts. Zervinises va retirar després del seu combat.
Combats
| Vencedor            | País           | Tipus de victòria | Perdedor          | País       |
| ------------------- | -------------- | ----------------- | ----------------- | ---------- |
| Giovanni Gozzi      | ITA            | Decisió           | Anselm Ahlfors    | Finlàndia  |
| Alphonse Aria       | França         | Decisió           | Ibrahim Kamel     | Egipte     |
| Jindřich Maudr      | Txecoslovàquia | Decisió           | Herman Andersen   | Dinamarca  |
| Johannes van Maaren | Països Baixos  | Decisió           | Burhan Conkeroğlu | Turquia    |
| Eduard Pütsep       | Estònia        | Caiguda           | Georges Miller    | Luxemburg  |
| Oscar Lindelöf      | Suècia         | Caiguda           | Eduardo Bosc      | Argentina  |
| Kurt Leucht         | Alemanya       | Caiguda           | Henryk Ganzera    | Polònia    |
| Sven Martinsen      | Noruega        | Decisió           | Ðula Sabo         | Iugoslàvia |
| Ödön Zombori        | Hongria        | Decisió           | Georgios Zervinis | Grècia     |
| Piet Mollin         | Bèlgica        | Lliura            | N/A               | N/A        |

Punts
| Pos. | Lluitador           | País           | R1 |
| ---- | ------------------- | -------------- | -- |
| 1    | Kurt Leucht         | Alemanya       | 0  |
| 1    | Oscar Lindelöf      | Suècia         | 0  |
| 1    | Piet Mollin         | Bèlgica        | 0  |
| 1    | Eduard Pütsep       | Estònia        | 0  |
| 5    | Alphonse Aria       | França         | 1  |
| 5    | Giovanni Gozzi      | ITA            | 1  |
| 5    | Sven Martinsen      | Noruega        | 1  |
| 5    | Jindřich Maudr      | Txecoslovàquia | 1  |
| 5    | Johannes van Maaren | Països Baixos  | 1  |
| 5    | Ödön Zombori        | Hongria        | 1  |
| 11   | Anselm Ahlfors      | Finlàndia      | 3  |
| 11   | Herman Andersen     | Dinamarca      | 3  |
| 11   | Eduardo Bosc        | Argentina      | 3  |
| 11   | Burhan Conkeroğlu   | Turquia        | 3  |
| 11   | Henryk Ganzera      | Polònia        | 3  |
| 11   | Ibrahim Kamel       | Egipte         | 3  |
| 11   | Georges Miller      | Luxemburg      | 3  |
| 11   | Ðula Sabo           | Iugoslàvia     | 3  |
| 19   | Georgios Zervinis   | Grècia         | 3* |

### Segona eliminatòria
Lindelöf i Leucht conservaren els 0 punts, en guanyar el segon combat també per caiguda. Tres homes més van continuar invictes. Cinc lluitadors foren eliminats després d'haver perdut els dos combats i sumar 6 punts.
Combats
| Vencedor        | País           | Tipus de victòria | Perdedor            | País          |
| --------------- | -------------- | ----------------- | ------------------- | ------------- |
| Anselm Ahlfors  | Finlàndia      | Caiguda           | Piet Mollin         | Bèlgica       |
| Giovanni Gozzi  | ITA            | Caiguda           | Alphonse Aria       | França        |
| Jindřich Maudr  | Txecoslovàquia | Caiguda           | Ibrahim Kamel       | Egipte        |
| Herman Andersen | Dinamarca      | Caiguda           | Burhan Conkeroğlu   | Turquia       |
| Eduard Pütsep   | Estònia        | Decisió           | Johannes van Maaren | Països Baixos |
| Oscar Lindelöf  | Suècia         | Caiguda           | Georges Miller      | Luxemburg     |
| Kurt Leucht     | Alemanya       | Caiguda           | Eduardo Bosc        | Argentina     |
| Ðula Sabo       | Iugoslàvia     | Caiguda           | Henryk Ganzera      | Polònia       |
| Ödön Zombori    | Hongria        | Decisió           | Sven Martinsen      | Noruega       |

Punts
| Pos. | Lluitador           | País           | R1 | R2 | Total |
| ---- | ------------------- | -------------- | -- | -- | ----- |
| 1    | Oscar Lindelöf      | Suècia         | 0  | 0  | 0     |
| 1    | Kurt Leucht         | Alemanya       | 0  | 0  | 0     |
| 3    | Giovanni Gozzi      | ITA            | 1  | 0  | 1     |
| 3    | Jindřich Maudr      | Txecoslovàquia | 1  | 0  | 1     |
| 3    | Eduard Pütsep       | Estònia        | 0  | 1  | 1     |
| 6    | Ödön Zombori        | Hongria        | 1  | 1  | 2     |
| 7    | Anselm Ahlfors      | Finlàndia      | 3  | 0  | 3     |
| 7    | Herman Andersen     | Dinamarca      | 3  | 0  | 3     |
| 7    | Piet Mollin         | Bèlgica        | 0  | 3  | 3     |
| 7    | Ðula Sabo           | Iugoslàvia     | 3  | 0  | 3     |
| 11   | Alphonse Aria       | França         | 1  | 3  | 4     |
| 11   | Sven Martinsen      | Noruega        | 1  | 3  | 4     |
| 11   | Johannes van Maaren | Països Baixos  | 1  | 3  | 4     |
| 14   | Eduardo Bosc        | Argentina      | 3  | 3  | 6     |
| 14   | Burhan Conkeroğlu   | Turquia        | 3  | 3  | 6     |
| 14   | Henryk Ganzera      | Polònia        | 3  | 3  | 6     |
| 14   | Ibrahim Kamel       | Egipte         | 3  | 3  | 6     |
| 14   | Georges Miller      | Luxemburg      | 3  | 3  | 6     |

### Tercera eliminatòria
Gozzi guanyà per caiguda, mantenint 1 punt. Leucht i Lindelöf van guanyar per decisió, sumant el seu primer punt i creant un triple empat a 1 punt al capdavant de la classificació. Cinc lluitadors quedaren eliminats.
Combats
| Vencedor        | País           | Tipus de victòria | Perdedor            | País          |
| --------------- | -------------- | ----------------- | ------------------- | ------------- |
| Giovanni Gozzi  | ITA            | Caiguda           | Piet Mollin         | Bèlgica       |
| Anselm Ahlfors  | Finlàndia      | Decisió           | Alphonse Aria       | França        |
| Jindřich Maudr  | Txecoslovàquia | Decisió           | Johannes van Maaren | Països Baixos |
| Herman Andersen | Dinamarca      | Caiguda           | Eduard Pütsep       | Estònia       |
| Oscar Lindelöf  | Suècia         | Decisió           | Ðula Sabo           | Iugoslàvia    |
| Kurt Leucht     | Alemanya       | Decisió           | Sven Martinsen      | Noruega       |
| Ödön Zombori    | Hongria        | Lliura            | N/A                 | N/A           |

Punts
| Pos. | Lluitador           | País           | R1 | R2 | R3 | Total |
| ---- | ------------------- | -------------- | -- | -- | -- | ----- |
| 1    | Giovanni Gozzi      | ITA            | 1  | 0  | 0  | 1     |
| 1    | Kurt Leucht         | Alemanya       | 0  | 0  | 1  | 1     |
| 1    | Oscar Lindelöf      | Suècia         | 0  | 0  | 1  | 1     |
| 4    | Jindřich Maudr      | Txecoslovàquia | 1  | 0  | 1  | 2     |
| 4    | Ödön Zombori        | Hongria        | 1  | 1  | 0  | 2     |
| 6    | Herman Andersen     | Dinamarca      | 3  | 0  | 0  | 3     |
| 7    | Anselm Ahlfors      | Finlàndia      | 3  | 0  | 1  | 4     |
| 7    | Eduard Pütsep       | Estònia        | 0  | 1  | 3  | 4     |
| 9    | Piet Mollin         | Bèlgica        | 0  | 3  | 3  | 6     |
| 9    | Ðula Sabo           | Iugoslàvia     | 3  | 0  | 3  | 6     |
| 11   | Alphonse Aria       | França         | 1  | 3  | 3  | 7     |
| 11   | Sven Martinsen      | Noruega        | 1  | 3  | 3  | 7     |
| 11   | Johannes van Maaren | Països Baixos  | 1  | 3  | 3  | 7     |

### Quarta eliminatòria
Tres lluitadors foren eliminats, mentre Lindelöf recuperà el liderat en solitari en guanyar el seu combat i perdre Gozzi i Leucht el seu.
Combats
| Vencedor       | País           | Tipus de victòria | Perdedor        | País      |
| -------------- | -------------- | ----------------- | --------------- | --------- |
| Ödön Zombori   | Hongria        | Decisió           | Anselm Ahlfors  | Finlàndia |
| Jindřich Maudr | Txecoslovàquia | Decisió           | Giovanni Gozzi  | ITA       |
| Oscar Lindelöf | Suècia         | Decisió           | Herman Andersen | Dinamarca |
| Eduard Pütsep  | Estònia        | Decisió           | Kurt Leucht     | Alemanya  |

Punts
| Pos. | Lluitador       | País           | R1 | R2 | R3 | R4 | Total |
| ---- | --------------- | -------------- | -- | -- | -- | -- | ----- |
| 1    | Oscar Lindelöf  | Suècia         | 0  | 0  | 1  | 1  | 2     |
| 2    | Jindřich Maudr  | Txecoslovàquia | 1  | 0  | 1  | 1  | 3     |
| 2    | Ödön Zombori    | Hongria        | 1  | 1  | 0  | 1  | 3     |
| 4    | Giovanni Gozzi  | ITA            | 1  | 0  | 0  | 3  | 4     |
| 4    | Kurt Leucht     | Alemanya       | 0  | 0  | 1  | 3  | 4     |
| 6    | Eduard Pütsep   | Estònia        | 0  | 1  | 3  | 1  | 5     |
| 7    | Herman Andersen | Dinamarca      | 3  | 0  | 0  | 3  | 6     |
| 8    | Anselm Ahlfors  | Finlàndia      | 3  | 0  | 1  | 3  | 7     |

### Cinquena eliminatòria
Leucht i Maudr foren els únics lluitadors que quedaren en la competició a la fi de la cinquena eliminatòria. Lindelöf i Gozzi foren eliminats amb 5 punts. Això va fer necessari un combat entre ells per determinar la medalla de bronze.
Combats
| Vencedor       | País           | Tipus de victòria | Perdedor       | País    |
| -------------- | -------------- | ----------------- | -------------- | ------- |
| Giovanni Gozzi | ITA            | Decisió           | Ödön Zombori   | Hongria |
| Jindřich Maudr | Txecoslovàquia | Caiguda           | Oscar Lindelöf | Suècia  |
| Kurt Leucht    | Alemanya       | Lliura            | N/A            | N/A     |

Punts
| Pos. | Lluitador      | País           | R1 | R2 | R3 | R4 | R5 | Total |
| ---- | -------------- | -------------- | -- | -- | -- | -- | -- | ----- |
| 1    | Jindřich Maudr | Txecoslovàquia | 1  | 0  | 1  | 1  | 0  | 3     |
| 2    | Kurt Leucht    | Alemanya       | 0  | 0  | 1  | 3  | 0  | 4     |
| 3    | Giovanni Gozzi | ITA            | 1  | 0  | 0  | 3  | 1  | 5     |
| 3    | Oscar Lindelöf | Suècia         | 0  | 0  | 1  | 1  | 3  | 5     |
| 5    | Ödön Zombori   | Hongria        | 1  | 1  | 0  | 1  | 3  | 6     |

### Sisena eliminatòria
La darrera eliminatòria va consistir en els combats per la medalla d'or i la medalla de bronze. Gozzi guanyà a Lindelöf per punts i va guanyar la medalla de bronze, mentre Leucht superà a Maudr per guanyar l'or.
Combat per la medalla de bronze
| Vencedor       | País | Tipus de victòria | Perdedor       | País   |
| -------------- | ---- | ----------------- | -------------- | ------ |
| Giovanni Gozzi | ITA  | Decisió           | Oscar Lindelöf | Suècia |

Combat per la medalla d'or
| Vencedor    | País     | Tipus de victòria | Perdedor       | País           |
| ----------- | -------- | ----------------- | -------------- | -------------- |
| Kurt Leucht | Alemanya | Caiguda           | Jindřich Maudr | Txecoslovàquia |

Punts
| Pos. | Lluitador      | País           | R1 | R2 | R3 | R4 | R5 | R6 | Total |
| ---- | -------------- | -------------- | -- | -- | -- | -- | -- | -- | ----- |
| 1    | Kurt Leucht    | Alemanya       | 0  | 0  | 1  | 3  | 0  | 0  | 4     |
| 2    | Jindřich Maudr | Txecoslovàquia | 1  | 0  | 1  | 1  | 0  | 3  | 6     |
| 3    | Giovanni Gozzi | ITA            | 1  | 0  | 0  | 3  | 1  | 1  | 6     |
| 4    | Oscar Lindelöf | Suècia         | 0  | 0  | 1  | 1  | 3  | 3  | 8     |